# La Grange Park
La Grange Park è una città degli Stati Uniti d'America, nella contea di Cook, nello Stato dell'Illinois. È un sobborgo della città di Chicago.